# Marina Kiehl
Marina Kiehl (ur. 12 stycznia 1965 w Monachium) – niemiecka narciarka alpejska, mistrzyni olimpijska oraz mistrzyni świata juniorów, a także zdobywczyni Małej Kryształowej Kuli Pucharu Świata w klasyfikacjach giganta i supergiganta.

## Kariera
Po raz pierwszy na arenie międzynarodowej Marina Kiehl pojawiła się w sezonie 1981/1982, debiutując w zawodach Pucharu Świata. Pierwsze punkty wywalczyła 18 grudnia 1981 roku w Piancavallo, gdzie zajęła piętnaste miejsce w kombinacji. Były to jej jedyne punkty w tym sezonie, co dało jej 81. miejsce w klasyfikacji generalnej. W lutym 1982 roku wystąpiła w biegu zjazdowym podczas mistrzostw świata w Schladming, kończąc zawody na 27. pozycji. Miesiąc później wzięła także udział w mistrzostwach świata juniorów w Auron, gdzie w tej samej konkurencji była czternasta. Pierwszy sukces w karierze osiągnęła podczas mistrzostw świata juniorów w Sestriere w 1983 roku, gdzie zdobyła złoty medal w zjeździe. Wyprzedziła tam między innymi swą rodaczkę, Michaelę Gerg oraz Austriaczkę Katharinę Gutensohn. W zawodach pucharowych punkty wywalczyła tylko 21 stycznia 1983 roku w Schruns, gdzie była jedenasta w kombinacji. Sezon 1982/1983 ukończyła na 66. pozycji.
Pierwsze podium w cyklu Pucharu Świata wywalczyła 8 stycznia 1984 roku w Puy-Saint-Vincent, zajmując trzecie miejsce w kombinacji. W zawodach tych wyprzedziły ją tylko Kanadyjka Gerry Sorensen oraz inna reprezentantka RFN, Irene Epple. W sezonie 1983/1984 na podium znalazła się jeszcze dwukrotnie: 4 marca w Mont-Sainte-Anne odniosła pierwsze pucharowe zwycięstwo wygrywając supergiganta, a trzy dni później w Lake Placid była druga w gigancie. Dało jej to dziewiąte miejsce w klasyfikacji generalnej i klasyfikacji kombinacji oraz czwarte w gigancie. W lutym 1984 roku brała udział w igrzyskach olimpijskich w Sarajewie, gdzie była piąta w gigancie, a zjazd ukończyła na szóstej pozycji. Na rozgrywanych rok później mistrzostwach świata w Bormio jej najlepszym wynikiem było piąte miejsce w slalomie gigancie. W zawodach pucharowych osiem razy stawała na podium, odnosząc przy tym trzy zwycięstwa: 15 grudnia w Madonna di Campiglio wygrała giganta, a 26 stycznia w Arosa i 10 marca 1985 roku w Sunshine była najlepsza w supergigancie. W klasyfikacji generalnej była czwarta, a w klasyfikacji giganta wywalczyła Małą Kryształową Kulę.
Kolejne dwa zwycięstwa odniosła w sezonie 1985/1986: 7 grudnia 1985 roku w Sestriere oraz 16 marca 1986 roku w Vail triumfowała w supergigancie. Na podium stawała także 6 stycznia w Mariborze, gdzie jednego dnia zajęła trzecie miejsce w gigancie i kombinacji. W klasyfikacji generalnej zajęła ósme miejsce, natomiast w nowo wprowadzonej klasyfikacji supergiganta była najlepsza. Rok później tylko dwukrotnie znalazła się w najlepszej trójce: 17 stycznia w Pfronten była trzecia, a 15 marca 1987 roku w Vail zwyciężyła w supergigancie. Wystarczyło to do zajęcia dziesiątej pozycji w klasyfikacji generalnej oraz trzeciej w supergigancie, za Marią Walliser ze Szwajcarii oraz Francuzką Catherine Quittet. Na przełomie stycznia i lutego 1987 roku brała udział w mistrzostwach świata w Crans-Montana, jednak ponownie nie zdobyła medalu. Najlepszy wynik osiągnęła w biegu zjazdowym, w którym zajęła czwarte miejsce, przegrywając walkę o podium 0,20 sekundy ze swą rodaczką, Regine Mösenlechner.
Największy sukces w karierze osiągnęła podczas igrzysk olimpijskich w Calgary w 1988 roku, gdzie wywalczyła złoty medal w zjeździe. W zawodach tych o 0,75 sekundy wyprzedziła Szwajcarkę Brigitte Oertli, a o 0,76 sekundy pokonała Karen Percy z Kanady. Na tej samej imprezie była także trzynasta w supergigancie, a rywalizacji w slalomie gigancie nie ukończyła. W rywalizacji pucharowej na podium stanęła jeden raz: 5 grudnia 1987 roku w Val d’Isère zajęła drugie miejsce w zjeździe. Było to jej ostatnie podium w zawodach tego cyklu. Sezon 1987/1988 zakończyła na osiemnastym miejscu w klasyfikacji generalnej i ósmym w klasyfikacji zjazdu. W marcu 1988 roku, w wieku 23 lat postanowiła zakończyć karierę. Pięciokrotnie zdobywała mistrzostwo kraju: w zjeździe w 1987 roku, supergigancie w latach 1986-1987 oraz gigancie w latach 1984-1985.

## Osiągnięcia

### Igrzyska olimpijskie
| Miejsce | Dzień     | Rok  | Miejscowość | Konkurencja | Czas biegu  | Strata  | Zwyciężczyni     |
| ------- | --------- | ---- | ----------- | ----------- | ----------- | ------- | ---------------- |
| 5.      | 13 lutego | 1984 | Sarajewo    | Gigant      | 2:20,98 min | +1,05 s | Debbie Armstrong |
| 6.      | 16 lutego | 1984 | Sarajewo    | Zjazd       | 1:13,36 min | +0,94 s | Michela Figini   |
| 1.      | 19 lutego | 1988 | Calgary     | Zjazd       | 1:25,86 min | -       | -                |
| 13.     | 22 lutego | 1988 | Calgary     | Supergigant | 1:19,03 min | +2,08 s | Sigrid Wolf      |
| DNF2    | 24 lutego | 1988 | Calgary     | Gigant      | 2:06,49 min | -       | Vreni Schneider  |

### Mistrzostwa świata
| Miejsce | Dzień    | Rok  | Miejscowość   | Konkurencja | Czas biegu  | Strata     | Zwyciężczyni    |
| ------- | -------- | ---- | ------------- | ----------- | ----------- | ---------- | --------------- |
| 27.     | 4 lutego | 1982 | Schladming    | Zjazd       | 1:37,47 min | +3,60 s    | Gerry Sorensen  |
| 11.     | 3 lutego | 1985 | Bormio        | Zjazd       | 1:26,96 min | +2,36 s    | Michela Figini  |
| 10.     | 4 lutego | 1985 | Bormio        | Kombinacja  | 18,72 pkt   | +66,16 pkt | Erika Hess      |
| 5.      | 6 lutego | 1985 | Bormio        | Gigant      | 2:18,53 min | +1,07 s    | Diann Roffe     |
| 21.     | 9 lutego | 1985 | Bormio        | Slalom      | 1:29,58 min | +7,01 s    | Perrine Pelen   |
| 4.      | 1 lutego | 1987 | Crans-Montana | Zjazd       | 1:43,80 min | +1,26 s    | Maria Walliser  |
| DNF     | 3 lutego | 1987 | Crans-Montana | Supergigant | 1:19,17 min | -          | Maria Walliser  |
| 6.      | 5 lutego | 1987 | Crans-Montana | Gigant      | 2:21,22 min | +2,70 s    | Vreni Schneider |

### Mistrzostwa świata juniorów
| Miejsce | Dzień   | Rok  | Miejscowość | Konkurencja | Czas biegu  | Strata  | Zwyciężczyni      |
| ------- | ------- | ---- | ----------- | ----------- | ----------- | ------- | ----------------- |
| 14.     | 4 marca | 1982 | Auron       | Zjazd       | 1:40,53 min | +3,05 s | Catherine Quittet |
| 1.      | 3 marca | 1983 | Sestriere   | Zjazd       | 1:32,49 min | -       | -                 |
| 4.      | 4 marca | 1983 | Sestriere   | Gigant      | 2:16,79 min | +2,12 s | Michaela Gerg     |
| 22.     | 5 marca | 1983 | Sestriere   | Slalom      | 1:38,46 min | +7,43 s | Fulvia Stevenin   |

### Puchar Świata

#### Miejsca w końcowej klasyfikacji
- sezon 1981/1982: 81.
- sezon 1982/1983: 66.
- sezon 1983/1984: 9.
- sezon 1984/1985: 4.
- sezon 1985/1986: 8.
- sezon 1986/1987: 10.
- sezon 1987/1988: 18.

#### Zwycięstwa w zawodach
1. Mont-Sainte-Anne – 4 marca 1984 (supergigant)
2. Madonna di Campiglio – 15 grudnia 1984 (gigant)
3. Arosa – 26 stycznia 1985 (supergigant)
4. Sunshine – 10 marca 1985 (supergigant)
5. Sestriere – 7 grudnia 1985 (supergigant)
6. Vail – 16 marca 1986 (supergigant)
7. Vail – 15 marca 1987 (supergigant)

#### Pozostałe miejsca na podium
1. Puy-Saint-Vincent – 8 stycznia 1984 (kombinacja) – 3. miejsce
2. Lake Placid – 7 marca 1984 (gigant) – 2. miejsce
3. Puy-Saint-Vincent – 6 grudnia 1984 (zjazd) – 2. miejsce
4. Davos – 8 grudnia 1984 (supergigant) – 3. miejsce
5. Santa Caterina – 9 stycznia 1985 (kombinacja) – 2. miejsce
6. Pfronten – 13 stycznia 1985 (supergigant) – 2. miejsce
7. Lake Placid – 13 marca 1985 (gigant) – 3. miejsce
8. Maribor – 6 stycznia 1986 (kombinacja) – 3. miejsce
9. Maribor – 6 stycznia 1986 (gigant) – 3. miejsce
10. Pfronten – 17 stycznia 1987 (supergigant) – 3. miejsce
11. Val d’Isère – 5 grudnia 1987 (zjazd) – 2. miejsce